# Žim
Žim ([ʃɪm]) (deutsch Schima) ist eine Gemeinde in Tschechien. Sie liegt zehn Kilometer südwestlich des Stadtzentrums von Ústí nad Labem und gehört zum Okres Teplice.

## Geographie

### Geographische Lage
Žim befindet sich am Nordabfall des Böhmischen Mittelgebirges zum Tal der Bílina am Žimský potok. Südlich erhebt sich der Kletečná (Kletschen, 710 m), südwestlich der Stráž (Pilkauer Berg, 520 m) und hinter diesem der Milešovka (Milleschauer, 837 m). Durch Žim führt die Bahnstrecke Řetenice–Liberec (Nordböhmische Transversalbahn), an der Žim eine Haltestelle besitzt. Östlich des Dorfes verläuft die Trasse der Autobahn D 8.

### Gemeindegliederung
Die Gemeinde Žim besteht aus den Ortsteilen Záhoří (Sahorsch) und Žim (Schima). Das Gemeindegebiet bildet den Katastralbezirk Žim.

### Nachbargemeinden
Nachbarorte sind Řehlovice und Stadice im Norden, Habrovany im Nordosten, Radejčín im Osten, Prackovice nad Labem im Südosten, Záhoří im Süden, Bílka im Südwesten, Bořislav und Žalany im Westen sowie Vrahožily und Brozánky im Nordwesten.

## Geschichte
Erstmals urkundlich erwähnt wurde der Ort als Zym in den päpstlichen Zehntverzeichnissen des Dekanats Ústí von 1352 bis 1391. Die Kirche stand seit 1357 unter dem Patronat der Burg Skalka. Durch Zym führte zu dieser Zeit ein bedeutender Landessteig, der von Prag aus durch das Böhmische Mittelgebirge und weiter über den Nollendorfer Pass nach Sachsen führte. Das Dorf war zwischen vier Herrschaften geteilt, von denen die eine Feste in Chotiměř den größten Anteil besaß. Dieser ging 1433 auf die Burg Scharfenstein über, als deren Besitzer, Wenzel Osterský von Sulevicz die Burg erbauen ließ. Weitere Anteile gehörten der zweiten Feste in Chotiměř, der Feste Stoličky sowie der Herrschaft Řehlovice.
Der Anteil von Stoličky ging danach an Malhostice über. Wolf Kaplirz de Sulewicz verkaufte ihn um 1515 an Wenzel von Wrzessowitz auf Geiersburg. 1537 erwarb Wolf von Wrzessowitz auf Teplice diesen Teil und schlug ihn seiner Herrschaft Teplice zu.
Der Chotiměřer Festenanteil ging von den Kaplirz de Sulewicz an Friedrich von Biela über, der 1621 auf dem Altstädter Ring in Prag geköpft wurde. Nachdem Albrecht von Waldstein 1622 die Güter erworben hatte, schloss er sie an die Herrschaft Lovosice an.
Den Řehlovicer Anteil, der ebenfalls Friedrich von Biela gehört hatte, erhielten seine Erben zurück und verkauften ihn 1628 an Otto von Nostitz. Dieser schloss seinen Anteil an die Herrschaft Hliňany an.

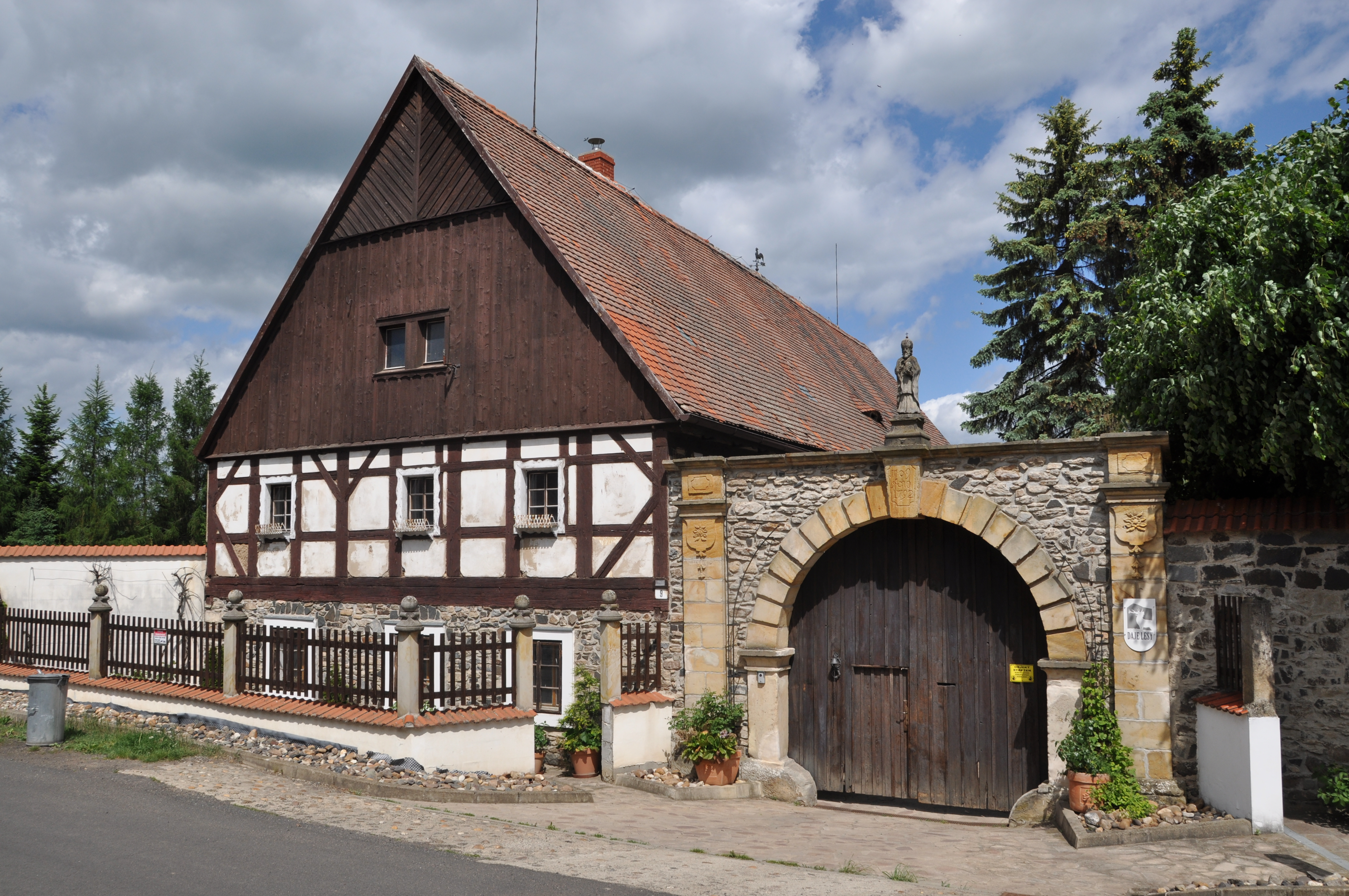
Denkmalgeschütztes Gehöft Nr. 9 (2022)

Der Scharfensteiner Anteil wechselte im 16. Jahrhundert mehrfach die Besitzer und ging nach dem Verlassen der Burg an die Herrschaft Bílý Újezd über. 1565 kaufte Jan Czernin von Chudenitz die Herrschaft. Nach dem Tode von Hermann Czernin von Chudenitz erbte dessen zweite Frau Anna Sylvia Caretto die Güter und vereinigte die Herrschaft Bílý Újezd mit Lovosice.
1699 erlosch die Pfarre in Schima. Mit der Aufhebung der Patrimonialherrschaften wurden 1850 der Lobositzer, Hlinayer und Teplitzer Anteil des Dorfes zu einer Gemeinde vereinigt, die dem Bezirk Leitmeritz zugehörte.
Im Jahre 1930 lebten in Schima einschließlich Sahorsch 320 Einwohner. Nach dem Münchner Abkommen erfolgte 1938 die Angliederung an das Deutsche Reich und die Gemeinde wurde Teil des Landkreises Leitmeritz. Im Zuge der Neugliederung der Landkreise wurde Schima am 1. Mai 1939 in den Landkreis Teplitz-Schönau umgeordnet.
1939 lebten in der Gemeinde 315 Menschen. 
Nach dem Zweiten Weltkrieg wurde die deutschsprachige Bevölkerung mehrheitlich vertrieben und Tschechen angesiedelt. Nach der Wiedererrichtung des tschechoslowakischen Staates verblieb Žim beim Okres Teplice.

## Kultur und Sehenswürdigkeiten
- Kirche der Hl. Kreuzfindung, die seit 1357 nachweisliche Kirche wurde mehrfach umgestaltet. Die letzten Umbauten erfolgten 1834 und 1925. 1874 erfolgte eine Umgestaltung des Kirchturmes.
- Statue Ecce homo
- Kapelle in Záhoří